# Galina Samsova
Galina Martinovna Samtsova (Volgogrado, 17 de marzo de 1937-Londres, 11 de diciembre de 2021) fue una bailarina de ballet rusa, fundadora de la compañía New London Ballet.

## Infancia e inicios en el ballet
Nació en Stalingrado (ahora Volgogrado) en el suroeste de Rusia, comenzó a entrenar ballet siendo muy joven. Estudió en la Escuela de Ballet de la Ópera de Kiev con Natalia Verekundova y en 1956 se graduó en el Ballet de la Ópera de Kiev, donde finalmente se convirtió en solista. En 1960 se casó con el profesor de danza canadienseucraniano Alexander Ursuliak y se mudó con él a Canadá. Al año siguiente, 1961, ingresó al Ballet Nacional de Canadá en Toronto, habiendo simplificado la ortografía de su apellido de soltera de Samtsova a Samsova. Fue contratada como solista, pronto fue ascendió a bailarina principal y obtuvo papeles principales en El lago de los cisnes y Giselle, así como en obras de Balanchine, Tudor y Cranko.

## Carrera
En 1963, Samsova estaba de visita en Londres cuando fue recomendada a Raymundo de Larraín, sobrino del marqués de Cuevas, para el papel principal en su nueva y lujosa producción de Cenicienta de Prokófiev, coreografiada por Vaslav Orlikovsky y presentada en el Festival Internacional de Danza en París. Hizo su debut en Europa occidental en el papel, que bailó casi todos los días durante un mes, Samsova ganó la medalla de oro del Festival por su actuación en ese rol. Su interpretación lírica de Cenicienta le abrió las puertas y recibió invitaciones para actuar como artista invitada en otras compañías, incluido el Ballet de la Ópera de Marsella y el Ballet del Festival de Londres.
Samsova ingresó al London Festival Ballet como artista invitada en 1964, y pronto se convirtió en miembro permanente de la compañía, siendo su bailarina principal durante casi una década, hasta 1973. Mientras estuvo allí, bailó con David Adams, actuando en exhibiciones virtuosas como Spring Waters y el pas de deux Medora-Ali de Le Corsaire, clásicos como El lago de los cisnes y La bella durmiente, y muchas otras obras. La pareja ganó la medalla de oro en Il Festival de la Opera de Madrid por su interpretación de Giselle. En 1966 Samsova viajó a Johannesburgo, Sudáfrica, para bailar como estrella invitada en otra producción de Cenicienta, puesta en escena por la coreógrafa francesa Françoise Adret para PACT / TRUK Ballet. El papel del príncipe en esta producción fue asumido por André Prokovsky, un bailarín francoruso a quien Samsova había conocido en Marsella y que pronto comenzaría a desempeñar un papel importante en su vida. No solo fue su pareja en el escenario, también se convirtió en su segundo marido, después de que su primer matrimonio fracasara.
Durante sus últimos años con el London Festival Ballet, Samsova bailó casi siempre con Prokovsky en numerosas obras del repertorio de la compañía, en papeles protagónicos en The Unknown Island (1969) de Jack Carter, en Othello y La Péri (ambos de 1971) de Peter Darrell, y en Dvořák Variations (1970) y Mozartiana (1973). por Ronald Hynd. Samsova y Prokovsky se casaron en 1972 y dejaron el London Festival Ballet en 1973 para dirigir y actuar en su propia compañía. Fundaron el New London Ballet, una compañía clásica de catorce bailarines que realizó extensas giras por Gran Bretaña y el extranjero con un repertorio compuesto principalmente por obras de nueva creación. Después de que la compañía se disolvió en 1977, debido a las insuperables demandas del sindicato de músicos de Londres, Samsova siguió a Prokovsky a Italia, donde había aceptado la dirección del Ballet de la Ópera de Roma durante dos años. Además de bailar con esa compañía, Samsova hizo apariciones especiales con compañías en Francia, Alemania, Hong Kong, Canadá, Estados Unidos, Sudáfrica e Inglaterra.
En 1978 bailó como invitada con el Sadler's Wells Royal Ballet (ahora llamado Birmingham Royal Ballet) antes de unirse a la compañía como directora y maestra dos años después, en 1980. Durante sus diez años con esta compañía bailó en dúo del segundo acto de Paquita (1980) y montó, en colaboración con Peter Wright, una producción de El lago de los cisnes (1981).
Tras retirarse de los escenarios, Samsova se convirtió en directora artística del Scottish Ballet en Glasgow en 1991, sucediendo a su fundador, Peter Darrell, fallecido en 1987. Samsova aumentó el énfasis de los clásicos en el repertorio, montando su propia versión del tercer acto de Raymonda (1990) e introdujo obras neoclásicas de Balanchine, Robert Cohan y Mark Baldwin, entre otros. Renunció a su cargo en 1997. Desde entonces, Samsova, divorciada de Prokovsky en 1981, se estableció en Londres, donde fue mentora de jóvenes bailarines en ascenso. También continuó su carrera como jurado en concursos internacionales de ballet en París, Moscú, Kiev, Shanghái y Jackson, Misisipi.
Murió en Londres el 11 de diciembre de 2021, a la edad de 84 años.